# Helligdag (undladelse)
 For alternative betydninger, se Helligdag (flertydig). (Se også artikler, som begynder med Helligdag)
En helligdag er sjusk eller en mangel, for eksempel en malet flade hvor der ikke er malet.

## Reference
1. ↑  Helligdag — ODS

| Sprog | Spire Denne artikel om sprog er en spire som bør udbygges. Du er velkommen til at hjælpe Wikipedia ved at udvide den. |